# Ermita de San Marcos (Veguillas de la Sierra)
La ermita de San Marcos se halla en el término de Veguillas de la Sierra, municipio de la provincia de Teruel, (Comunidad de Aragón, España).

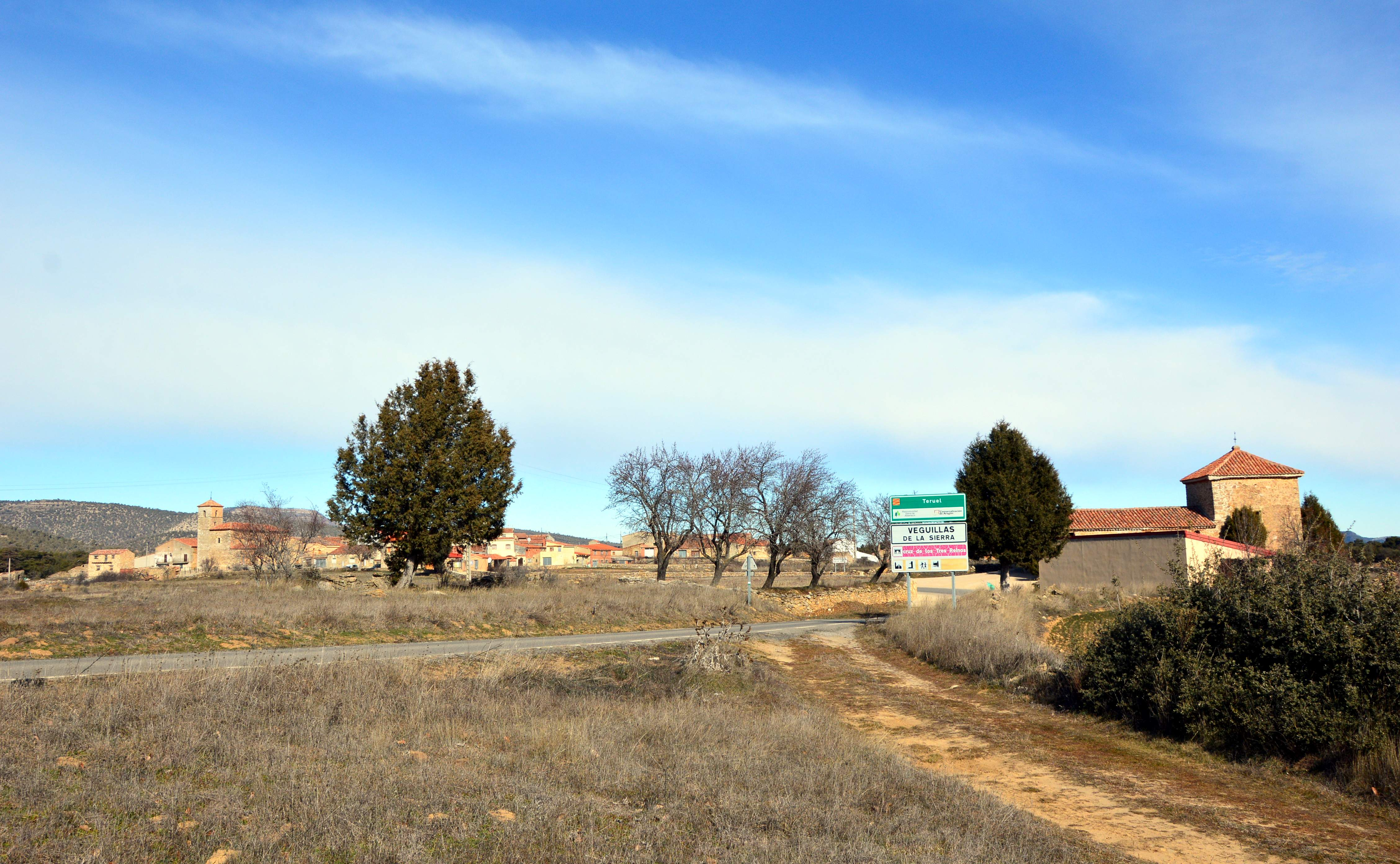
Vista parcial (meridional) de Veguillas de la Sierra (Teruel), con la Ermita de San Marcos en primer plano, a la derecha, año 2017.

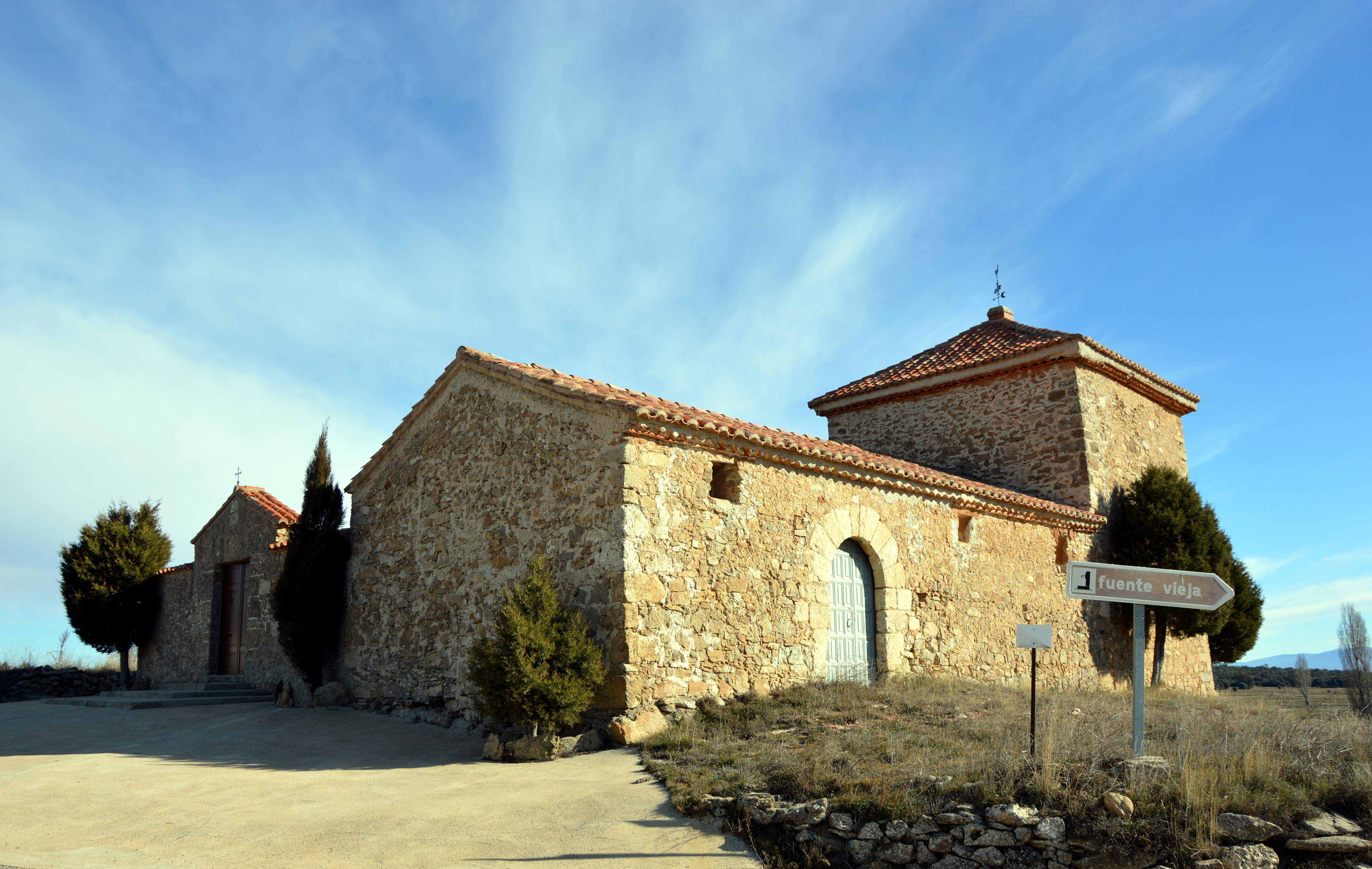
Vista general (suroccidental) de la ermita de San Marcos, antigua ermita de la Sma. Trinidad en Veguillas de la Sierra (Teruel),.

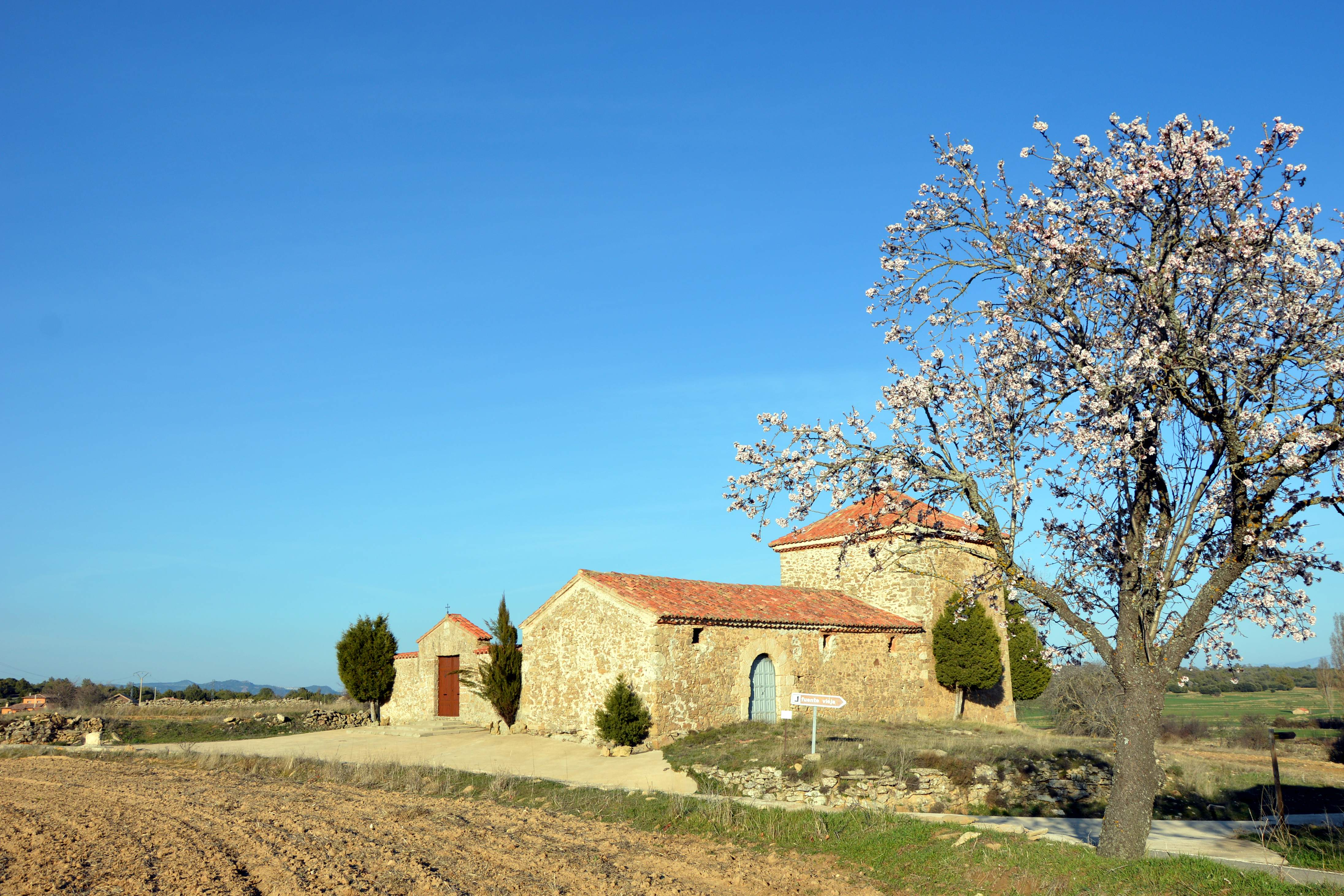
Vista general (suroccidenta) de la ermita de San Marcos en Veguillas de la Sierra (Teruel), en primavera (2017).

También conocida como «Iglesia Vieja» o simplemente «La Ermita» entre los lugareños, corresponde a la antigua «Ermita de la Santísima Trinidad», título que perdió a favor de la nueva Iglesia parroquial de Veguillas, cuya primera piedra se colocó en 1729.

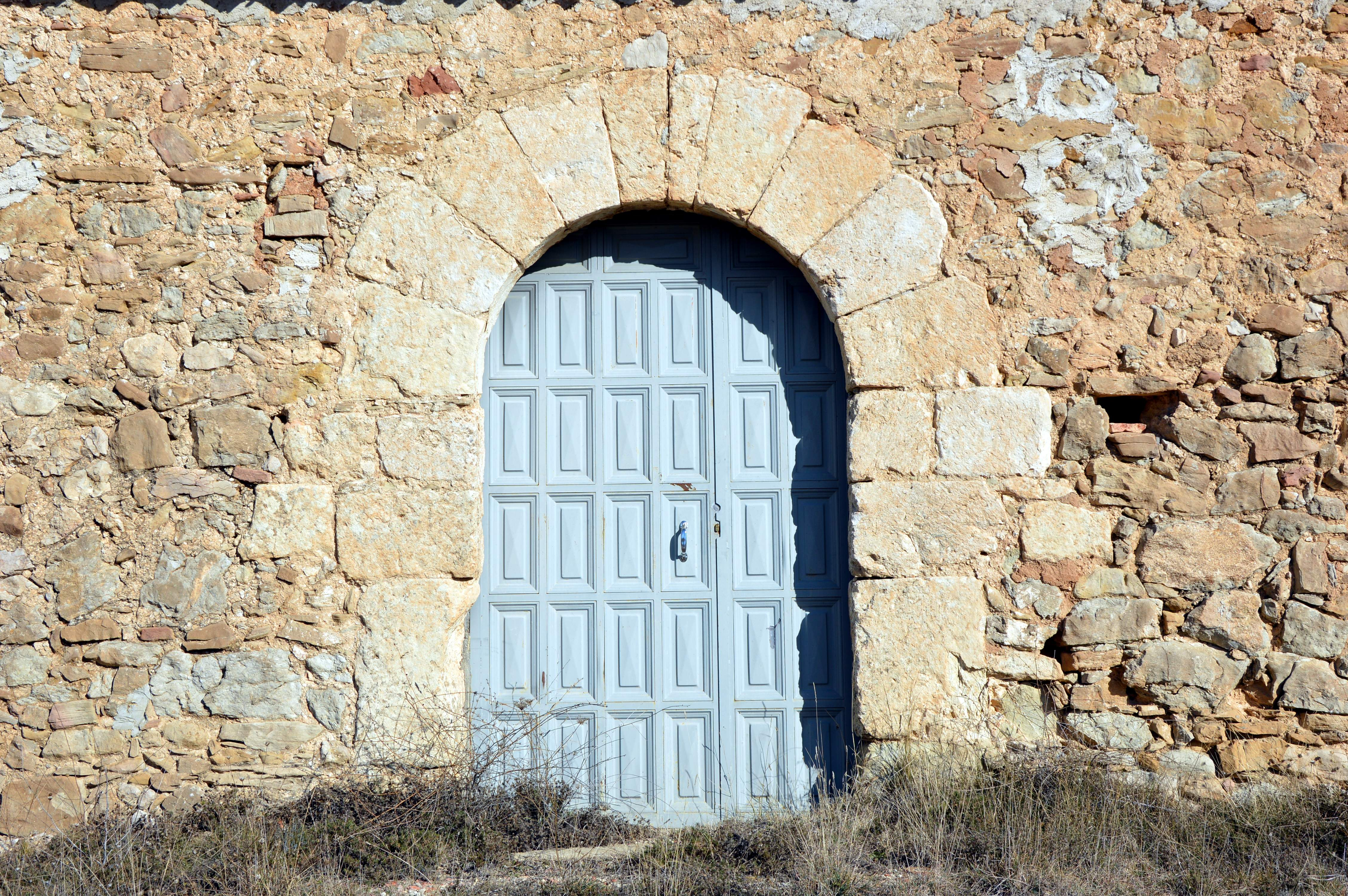
Detalle de arco adovelado a la entrada de la ermita de San Marcos, antigua ermita de la Sma. Trinidad en Veguillas de la Sierra (Teruel),.

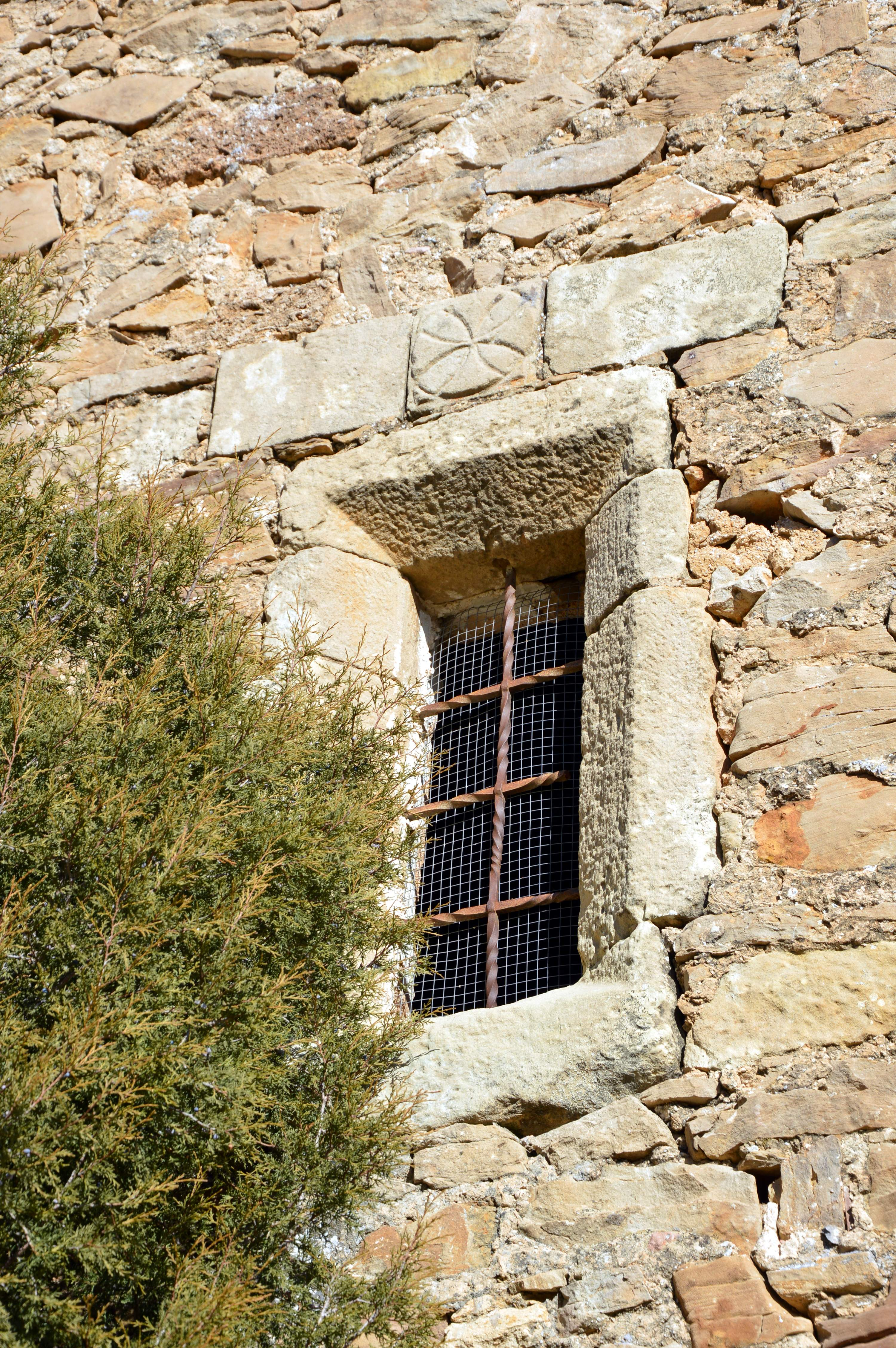
Detalle de cruz trinitaria redondeada sobre ventana rejada en la fachada meridional del cuerpo de cabecera de la ermita de San Marcos, antigua ermita de la Sma. Trinidad en Veguillas de la Sierra (Teruel),.

## Historia
Al hacer el censo de ermitas de El Cuervo, Sebastián de Utienes, en su Relación Sumaria (1618), refiere que en la masada de la «Veguilla del Cuerbo (en la que ay muchas casas apartadas unas de otras) ay una hermita so invocación de la Sma. Trinidad». Respecto a su fábrica, el mismo autor dice que está «labrada a lo moderno, cuyo retablo es de pincel dorado con la figura de la Sma. Trinidad». Añade que el templo «Tiene torre y campanas y sacristía», siendo su interior muy sencillo, «un altar con un quadro del Niño Jesús» en el lado del evangelio (izquierda) y «otro altar con una cruz grande de madera» en el lado de la epístola (derecha).
Cuando Utienes dice que en la «Veguilla del Cuervo» «ay muchas casas apartadas unas de otras» se refiere a que el poblado que hoy conocemos no estaba todavía formado, siendo Veguillas un conjunto de masías dispersas, algunos de cuyos topónimos todavía se conservan –en otros casos solo las ruinas de los antiguos caseríos-: El Paso, El Saz, La Serna, etc. Por entonces y hasta bien entrado el siglo XVIII, el lugar de Veguillas de la Sierra dependía en lo político del Condado de Fuentes y en lo eclesiástico de la parroquial de El Cuervo, de ahí que en los registros antiguos se le nombre como «Veguillas del Cuerbo».
Anota Tomás Laguía que «En esta ermita (de la Santísima Trinidad) se celebraban misas y festividades debiendo los moradores de aquellas masías proveer de lo necesario» para el culto. A finales del siglo XVIII (1689), «el rector de El Cuervo pasaba a decir la misa a Veguillas», 
pues todavía dependía de su jurisdicción.
Con motivo de la construcción de la nueva iglesia, circunstancia que tuvo lugar a la vez que la adquisición de parroquia propia, la antigua ermita de la Santísima Trinidad perdió su título a favor del nuevo templo –Iglesia parroquial de la Santísima Trinidad-, pasando la ermita a titularse «Ermita de San Marcos»: ello debió producirse a finales del primer tercio del siglo XVIII, toda vez que la primera piedra del nuevo templo de Veguillas de la Sierra se puso el 25 de abril de 1729.
De ahí que los veguillanos denominen a la actual ermita de San Marcos como «Iglesia Vieja» o simplemente, «La Ermita».

## Descripción
La Ermita de San Marcos se halla sobre un altozano fuera de la población, en posición suroriental respecto del caserío, por encima de la «Fuente Vieja». A mediados del siglo XIX (1849), Madoz recoge la existencia de la ermita diciendo que Veguillas posee «una ermita á la salida del pueblo y un cementerio saludable».
Ciertamente, por el muro septentrional la ermita de San Marcos tiene adosado el cementerio, recinto circundado por un alto muro con la entrada abierta en el de poniente, y en cuyo frontis luce una fecha labrada –1805- aludiendo quizá año del cerramiento del camposanto, pues cabe suponer que este ya existía con anterioridad.
La Ermita de San Marcos en una construcción sencilla, aunque «notable por la armonía de su fábrica», de planta rectangular, orientada de este (cabecera) a oeste (pies), formada por dos volúmenes de obra, una nave alargada a los pies con cobertura a dos aguas y un cuerpo cuadrangular de doble altura a la cabecera, correspondiente al presbiterio, con cubierta a cuatro aguas y coronado por una cruz de forja, de fábrica posterior:

«Los muros son de mampostería ordinaria, con sillares en las esquinas. La entrada posee arco de medio punto basado en dovelas de piedra caliza, situada en la fachada meridional, ligeramente descentrada hacia los pies. [...], la construcción posee varias aberturas en el muro: tres cuadrangulares en la fachada meridional de la nave, bajo el alero y otra vertical, a modo de arpillera, en el centro del muro del cuerpo de cabecera. Por encima del cabio superior de esta abertura hay dos piezas de piedra longitudinales, con una tercera cuadrangular en el centro, que luce una cruz trinitaria labrada (circular)».
Veguillas de la Sierra, Teruel, Alfredo Sánchez Garzón

La mencionada cruz trinitaria (redondeada) labrada sobre la ventana del cuerpo de cabecera podría servir para datar esta parte del templo, pues mientras la nave de los pies puede corresponder a finales del siglo XVI-principios del siglo XVII, «el cuerpo de cabecera es posterior -lo evidencian las junturas de su fábrica-: en cualquier caso se construiría antes de que la ermita cambiara de advocación (ca.1729) –siendo pues esta fecha su terminus ante quem-, pues no tiene sentido colocar un símbolo identificado con la Sma. Trinidad cuando el edificio ya no pertenece a esa advocación».
Carece de mobiliario, la cobertura de la nave se basa en el sistema parhilera con tabicas, típica armadura de las estructuras mudéjares aragonesas a dos aguas, mientras que el presbiterio –separado de la nave de los pies por un grueso arco toral con impostas voladas a la altura de la cornisa- posee una amplia cúpula con estucos barrocos:

«El espacio presbiteral es cuadrangular, limitado por tres arcos además del toral –uno en el testero y dos laterales- soportando una gran cúpula semiesférica. En la base circular de la cúpula hay varias cabezas de ángeles en relieve, mientras que en el intradós de los arcos (frontal y laterales) aparecen cinco plafones con motivos florales en relieve. Las pilastras son lisas con capiteles corintios. Los ángulos de las pechinas luces estupendos estucos barrocos labrados en yeso, centrados por un óvalo con una cruz trinitaria (Pathé) en cada uno, con corona en la parte superior como símbolo de soberanía».
Veguillas de la Sierra, Teruel, Alfredo Sánchez Garzón

Las cabezas de ángeles que adornan la base de la cúpula son querubines -segundo de los coros angélicos, guardianes de la gloria de Dios asociados a la Trinidad-; en general, los estucos son de gran calidad, mostrando restos de su policromía original. En la parte del testero hay un altar de obra adosado, con una hornacina vacía a modo de retablo, y dos altares más a los lados, uno a la epístola y otro al evangelio.
En su descripción, Sebastián de Utienes (1618) refiere que la Ermita de la Santísima Trinidad tenía «torre y campanas y sacristía», elementos de los que carece la actual Ermita de San Marcos, sospechando que estos pudieron desaparecer al construirse el cuerpo de cabecera, hecho que debió tener lugar a lo largo del siglo XVII, en cualquier caso antes de que la ermita cambiara su advocación.
La Ermita de San Marcos (antigua Ermita de la Santísima Trinidad) carece de cualquier vinculación con los templarios y sanjuanista, las cruces patadas que luce en diversas partes (cúpula y ventana) son claramente trinitarias, quedando por dilucidar su presunta vinculación con el Monasterio de Tejeda, en Garaballa.